# Astragalus globosus
Astragalus globosus är en ärtväxtart som beskrevs av Vahl. Astragalus globosus ingår i släktet vedlar, och familjen ärtväxter. Inga underarter finns listade i Catalogue of Life.